# Christian Lübke
Christian Lübke (* 17. prosince 1953, Langenhain-Ziegenberg, Hesensko) je německý historik.
V letech 1972 až 1980 vystudoval slavistiku a východoevropské dějiny na univerzitách v Mnichově a v Giessenu. Jeho významným pedagogem byl Herbert Ludat. V roce 1980 získal v Giessenu doktorát s prací Novgorod v ruské literatuře. Tamtéž Lübke v letech 1980 až 1987 pracoval jako výzkumný asistent, poté byl mezi lety 1987 až 1992 výzkumným asistentem v Institutu Friedricha Meineckeho na Svobodné univerzitě v Berlíně. Roku 1996 zakončil habilitaci na téže berlínské univerzitě, kde se zabýval tématem Cizinci ve východní Evropě. Od roku 1996 je Lübke projektovým vedoucím v Leibnizově institutu pro dějiny a kulturu východní Evropy v Lipsku (dříve Centrum humanitních věd pro dějiny a kulturu východní střední Evropy).
V letech 1998 až 2007 vyučoval jako profesor dějin východní Evropy na univerzitě v Greifswaldu. Od roku 2007 do 1. listopadu 2021 byl ředitelem Leibnizova institutu pro dějiny a kulturu východní Evropy a profesorem dějin východní střední Evropy na Lipské univerzitě. Je spolueditorem časopisu Zeitschrift für Ostmitteleuropa-Forschung a členem Historischen Kommission für Pommern. V roce 2009 byl přijat za řádného člena Saské akademie věd.
Odborně se zabývá otázkami vnímání prostoru, práce a hospodářství ve střední a východní Evropě, dějinami vědy a dějinami Germania Slavica. V 80. letech redigoval regestovou práci „o dějinách Slovanů na Labi a Odře“ mezi lety 900 až 1057, která vznikla na základě iniciativy Herberta Ludata. Jeho studie Fremde im östlichen Europa a Das östliche Europa jsou považovány za průlomové práce pro budoucí medievistický výzkum střední Evropy ve střední Evropě v Německu.
V roce 2024 mu byla předsedkyní Akademie věd ČR Evou Zažímalovou udělena Medaile Františka Palackého za zásluhy v historických vědách.

## Dílo

### Monografie
- Das östliche Europa. Siedler, München 2004, ISBN 3-88680-760-6.
- Fremde im östlichen Europa. Von Gesellschaften ohne Staat zu verstaatlichten Gesellschaften (9.–11. Jahrhundert) (= Ostmitteleuropa in Vergangenheit und Gegenwart. Bd. 23). Böhlau, Köln u. a. 2001, ISBN 3-412-16298-1.
- Arbeit und Wirtschaft im östlichen Mitteleuropa. Die Spezialisierung menschlicher Tätigkeit im Spiegel der hochmittelalterlichen Toponymie in den Herrschaftsgebieten von Piasten, Premysliden und Arpaden (= Glossar zur frühmittelalterlichen Geschichte im östlichen Europa. Beiheft. Bd. 7). Steiner, Stuttgart 1991, ISBN 3-515-05818-4.
- Novgorod in der russischen Literatur (bis zu den Dekabristen) (= Osteuropastudien der Hochschulen des Landes Hessen. Bd. 1 = Gießener Abhandlungen zur Agrar- und Wirtschaftsforschung des europäischen Ostens. Bd. 130). Duncker & Humblot, Berlin 1984, ISBN 3-428-05609-4.

### Redaktorská díla
- mit Stephan Krause, Dirk Suckow: Der Osten ist eine Kugel. Fußball in Kultur und Geschichte des östlichen Europa. Verlag Die Werkstatt, Göttingen 2018, ISBN 978-3-7307-0388-5.
- mit Enno Bünz, Wolfgang Huschner, in Verbindung mit Sebastian Kolditz: Italien, Mitteldeutschland, Polen. Geschichte und Kultur im europäischen Kontext vom 10. bis zum 18. Jahrhundert (= Schriften zur sächsischen Geschichte und Vokskunde. Bd. 42). Leipziger Universitäts-Verlag, Leipzig 2013, ISBN 978-3-86583-639-7.
- mit Winfried Eberhard: Die Vielfalt Europas. Identitäten und Räume. Leipziger Universitätsverlag, Leipzig 2009, ISBN 978-3-86583-382-2
  - englische Ausgabe: The Plurality of Europe. Identities and Spaces. Leipziger Universitätsverlag, Leipzig 2010, ISBN 978-3-86583-486-7.
- mit Ole Harck: Zwischen Reric und Bornhöved. Die Beziehungen zwischen den Dänen und ihren slawischen Nachbarn vom 9. bis ins 13. Jahrhundert. Beiträge einer internationalen Konferenz, Leipzig, 4.–6. Dezember 1997 (= Forschungen zur Geschichte und Kultur des östlichen Mitteleuropa. Bd. 11). Steiner, Stuttgart 2001, ISBN 3-515-07671-9.
- Struktur und Wandel im Früh- und Hochmittelalter. Eine Bestandsaufnahme aktueller Forschungen zur Germania Slavica (= Forschungen zur Geschichte und Kultur des östlichen Mitteleuropa. Bd. 5). Steiner, Stuttgart 1998, ISBN 3-515-07114-8.

### Pramenné práce
- Regesten zur Geschichte der Slaven an Elbe und Oder (vom Jahr 900 an) (= Osteuropastudien der Hochschulen des Landes Hessen. Reihe 1 = Gießener Abhandlungen zur Agrar- und Wirtschaftsgeschichte des europäischen Ostens. 131, 133, 134, 152, 155). Berlin 1984–1988 (Online-Edition 2018).